# Habib Bellaïd
Habib Bellaïd, né le 28 mars 1986 à Bobigny en France, est un footballeur international algérien, qui possède également les nationalités française et tunisienne. Il évolue comme défenseur central.
Il compte une sélection en équipe nationale d'Algérie en 2010.

## Parcours en club
Préformé à l'INF Clairefontaine, il fait partie de la génération 86 célèbre pour avoir été l'objet du reportage À la Clairefontaine diffusé sur Canal+. Il y côtoie notamment Hatem Ben Arfa, Abou Diaby ou Geoffrey Jourdren. Il est par ailleurs capitaine en catégorie espoirs.
À la sortie de ses trois ans de préformation, il entre au centre de formation du RC Strasbourg où il signe professionnel à l'âge de 19 ans. Après avoir joué son premier match en Coupe de la Ligue contre Troyes pour une victoire 3-1 des Strasbourgeois, il gravit progressivement les échelons jusqu'à devenir titulaire indiscutable du club alsacien à partir de la saison 2006-2007 disputée en Ligue 2. 
Après six ans passés à Strasbourg, il décide de rejoindre la Bundesliga et l'Eintracht Francfort pour un montant estimé à 2,5 millions d'euros. Il réalise une première saison correcte sous ses nouvelles couleurs mais le départ de Friedhelm Funkel qui l'avait fait venir dans le club allemand complique sa situation puisqu'il n'a pas la confiance de son nouvel entraîneur. À la recherche de temps de jeu, il est prêté et fait son retour sous le maillot strasbourgeois au début de la saison 2009-10. À la suite de la première partie de saison catastrophique de son équipe, relégable à la trêve, il est rappelé durant le mercato d'hiver et prêté dans la foulée à l'US Boulogne, à la lutte pour le maintien en Ligue 1. Le club descendra finalement et Bellaïd repart à Francfort. 
Sa situation en Allemagne ne change pas, et il est à nouveau prêté pour la saison 2010-11, cette fois-ci au CS Sedan-Ardennes en deuxième division, pour compenser le départ de Paul Baysse à Brest. Après quelques matchs sur le banc, il s'impose au sein de la défense ardennaise et forme avec Ismaël Traoré la charnière centrale de Sedan. Il finira néanmoins la saison en remplaçant après la cuisante défaite 4 buts à 1 face à Évian Thonon Gaillard et retourne en Allemagne à l'issue de son prêt. 
En juin 2012, il revient au CS Sedan-Ardennes en y signant un contrat d'un an plus une en option.
En juin 2013, il signe au MC Alger pour 2 ans.
En août 2014, il s'engage avec le CS sfaxien mais il résilie son contrat en septembre 2014.
En janvier 2015, il signe avec le White Star Bruxelles mais quitte déjà le club belge 2 mois plus tard.
En mars 2015, il signe au club norvégien de Sarpsborg 08 FF, club dont il devient vice-capitaine.
En août 2016, il signe au AC Amiens, club dont il devient le capitaine.
Le 29 mai 2018, il retourne au CS Sedan-Ardennes.

## Parcours en sélection
Né en France d'une mère algérienne et d'un père tunisien, Bellaïd est préconvoqué en 2006 par Roger Lemerre, alors sélectionneur de l'équipe de Tunisie de football, pour jouer la Coupe du monde. Il la refuse et est convoqué un an plus tard par René Girard pour disputer deux matchs avec l'équipe de France espoirs. Il explique qu'il a fait le choix de la France par « respect pour tous ses formateurs et pour le remercier » ajoutant que « pour [lui], c'était évident, c'était l'équipe de France. La question ne s'est même pas posée ». Il jouera 8 matchs avec les Espoirs et sera même capitaine de la sélection.
En 2010, il fait volte-face et se met à disposition de la sélection algérienne quelques mois après sa qualification pour la Coupe du monde. Il se défend néanmoins des accusations d'opportunisme le visant, argumentant : « Si le choix était lié au fait de disputer une Coupe du monde, pourquoi n'aurai-je pas opté pour la Tunisie qui m'a contacté en 2006 par l'intermédiaire de Roger Lemerre et de quelques membres de la fédération ? »
Il connaît sa seule sélection en match amical contre l'Irlande le 28 mai 2010 pour une défaite trois buts à zéro des Fennecs. Sa prestation est jugée décevante par les observateurs.
Cette première sortie ratée ne l'empêchera pas d'être sélectionné parmi les 23 joueurs qui disputeront la Coupe du monde. Il ne jouera cependant aucun match durant la compétition, et l'Algérie sera éliminée au premier tour.

## En sélection nationale
| Saison                | Sélection             | Phases finales               | Phases finales | Phases finales | Phases finales | Éliminatoires CDM | Éliminatoires CDM | Éliminatoires CDM | Éliminatoires CAN | Éliminatoires CAN | Éliminatoires CAN | Matchs amicaux | Matchs amicaux | Matchs amicaux | Total | Total | Total |
| Saison                | Sélection             | Compétition                  | M              | B              | Pd             | M                 | B                 | Pd                | M                 | B                 | Pd                | M              | B              | Pd             | M     | B     | Pd    |
| --------------------- | --------------------- | ---------------------------- | -------------- | -------------- | -------------- | ----------------- | ----------------- | ----------------- | ----------------- | ----------------- | ----------------- | -------------- | -------------- | -------------- | ----- | ----- | ----- |
| 2009-2010             | Algérie               | CAN 2010+Coupe du monde 2010 | -+0            | -+0            | -+0            | -                 | -                 | -                 | -                 | -                 | -                 | 1              | 0              | 0              | 1     | 0     | 0     |
| Total sur la carrière | Total sur la carrière | Total sur la carrière        | 0              | 0              | 0              | -                 | -                 | -                 | -                 | -                 | -                 | 1              | 0              | 0              | 1     | 0     | 0     |

### Match international
Le tableau ci-dessous présente le match de l'Équipe d'Algérie de football auquel Habib Belaïd a pris part, le 28 mai 2010.

## Palmarès
Habib Bellaïd est finaliste de la Coupe Gambardella en 2003 avec l'équipe jeune du RC Strasbourg mais glane son premier trophée avec l'équipe première en remportant la Coupe de la Ligue en 2005.